# Nepenthes adrianii
Espèce
Classification phylogénétique
Nepenthes adrianii est une plante carnivore tropicale du genre Nepenthes. Elle a été découverte en 2004 dans la province indonésienne de Java central par Adrian Yusuf, dont le prénom lui a été donné comme nom d'espèce.
Elle est endémique à Java au-dessus de 950 m. C'est une plante épiphyte, qui pousse dans la canopée sur des arbres entre 15 et 25 m.
Elle est très semblable à Nepenthes spathulata, endémique de Sumatra. Certains auteurs considèrent qu'il s'agit de la même espèce. On ne lui connaît pas d'hybride naturel, mais elle possède une grande variabilité.